# Friedrich Goldschmidt

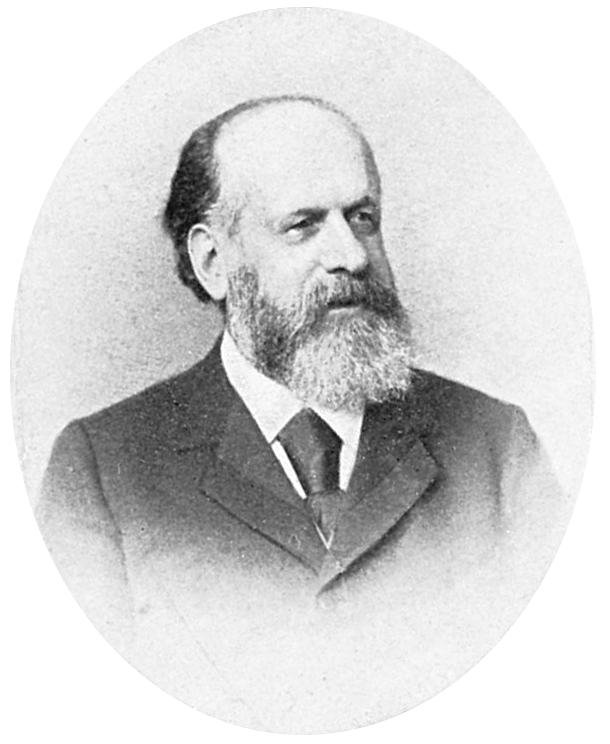
Friedrich Goldschmidt 1896

Johannes Friedrich Goldschmidt (* 20. Februar 1837 in Berlin; † 13. Juni 1902 in Marienbad) war ein Brauereiunternehmer und Mitglied des Deutschen Reichstags und des Preußischen Abgeordnetenhauses.

## Leben

### Herkunft, Ausbildung und Militärdienst
Er war ein Sohn des erfolgreichen jüdischen Textilfabrikanten Eduard Goldschmidt; seine Mutter Bertha war eine Tochter des Staatsrates Christian Kunth. Der Bruder Paul Goldschmidt wurde Lehrer, der Bruder Wilhelm  Schriftsteller.
Friedrich Goldschmidt besuchte das Pädagogikum (vormals Cauersche Anstalt) zu Charlottenburg und das Köllnische Gymnasium in Berlin.
1862 ging er zur kaufmännischen Ausbildung nach Nord- und Mittelamerika.
Um 1864 wurde er Landwehr-Offizier und machte die Kriege 1866 und 1870/71 mit. Er erhielt das Eiserne Kreuz und schied als Hauptmann aus dem Dienst aus.

### Wirtschaftliche Tätigkeiten
Friedrich Goldschmidt arbeitete als Chemiker in einem Laboratorium, dann in Kattunfabriken in Berlin, Mülhausen und Manchester.
1871 wurde er Direktor der neuen  Aktien-Brauerei-Gesellschaft Friedrichshöhe vormals Patzenhofer. Er brachte dazu seine umfangreichen Kenntnisse mit, die er bei Aufenthalten in den USA über die dortigen Brauereitechnologien kennengelernt hatte. Unter seiner Leitung wuchs das Unternehmen erheblich.
Friedrich Goldschmidt war außerdem Handelsrichter beim Landgericht I. in Berlin von 1879 bis 1883 und Erster Vorsitzender des Berliner Handwerkervereins von 1879 bis 1889.
Am 19. Dezember 1882 gründete er bei einem Treffen in seiner Wohnung die Versuchs- und Lehranstalt für Brauerei gemeinsam mit Armand Knoblauch vom Böhmischen Brauhaus, Richard Roesicke von der Schultheiss-Brauerei und Professor Max Delbrück, Leiter der Versuchsstation des Vereins der Spiritusfabrikanten. 1885 wurde er Mitglied des Ältestenkollegiums der Berliner Kaufmannschaft.

### Abgeordneter des Reichstages und des Preußischen Abgeordnetenhauses
1881 wurde Friedrich Goldschmidt Mitglied des Reichstages für die Liberale Vereinigung
und 1882 des Preußischen Abgeordnetenhauses. 1884 schied er aus dem Reichstag aus, wurde aber 1887 erneut Mitglied (für die Deutsche Freisinnige Partei). Dafür verlor er am 29. März 1887 sein Mandat im Preußischen Abgeordnetenhaus, das für ungültig erklärt wurde. 1889 erhielt er es wieder. 1893 schied Goldschmidt aus beiden Parlamenten aus.
1894 wurde Friedrich Goldschmidt Leiter der Versuchs- und Lehranstalt für Brauerei, die er bis zu seinem Tod 1902 führte.

## Tod und Beisetzung
Friedrich Goldschmidt erlag am 13. Juni 1902 im Alter von 65 Jahren in Marienbad, wo er sich erst seit einigen Tagen zur Erholung von einem Herzleiden aufhielt, einem Herzschlag. Die Trauerfeier fand am 17. Juni 1902 im Direktorialzimmer des Gebäudes der Aktien-Brauerei-Gesellschaft Friedrichshöhe an der Landsberger Allee in Berlin unter Teilnahme vieler Honoratioren statt, darunter der Berliner Oberbürgermeister Martin Kirschner. Die Beisetzung erfolgte anschließend auf dem Alten Friedhof der St.-Nikolai- und St.-Marien-Gemeinde an der Prenzlauer Allee. Der Trauerzug dorthin war so stark gesäumt, dass das Berliner Tageblatt schrieb: „Auf dem ganzen Weg zum Kirchhof bildeten Zehntausende von Menschen zu beiden Seiten Spalier. Selten hat Berlin bei einem Begräbnis so viel Leidtragende und theilnahmsvolle Zuschauer gesehen wie hier.“

## Publikationen (Auswahl)
Friedrich Goldschmidt veröffentlichte einige Schriften zu wirtschaftlichen und anderen Themen.
Bücher
- Friedrich List, Deutschlands grosser Volkswirth. Betrachtungen über die heimischen und auswärtigen Erwerbsverhältnisse, Springer, Berlin, 1878
- Die Erhöhung der indirekten Steuern und ihr Einfluss auf das deutsche Erwerbsleben.  Betrachtungen, 1879, Neudruck 2020
- Das Leben des Staatsrath Kunth, 1880, 2. erweiterte Auflage 1888, mit Bruder Paul Goldschmidt über den Großvater Digitalisat Auszüge
- Gegen die Erhöhung der Brausteuer, J. Springer, Berlin, , 1893 Digitalisat
- Die sociale Lage und die Bildung der Handlungsgehilfen, Berlin 1894

Vorträge
- Die Weltausstellung in Philadelphia und die deutsche Industrie, drei Vorträge, von Friedrich Goldschmidt. J. Springer, Berlin 1877.
- Die Weltausstellung von 1878 und was sie lehrt. Zwei Vorträge, Berlin, 1879
- Zum dritten und vierten Male in den Vereinigten Staaten von Nord-Amerika,  2 Vorträge, J. Springer, Berlin, 1901